# La dea della città perduta
La dea della città perduta (She) è un film del 1965 diretto da Robert Day.
È il settimo adattamento cinematografico del romanzo fantastico avventuroso Lei o La donna eterna (She) di H. Rider Haggard (il precedente è stato La donna eterna del 1935).
Nel 1967 è uscito il sequel La donna venuta dal passato.

## Trama
In Palestina, dopo la fine della Prima guerra mondiale, tre amici stanno chiacchierando in una taverna. Il gruppo è composto da Holly, luminare inglese di antiche civiltà, Job, suo maggiordomo e segretario, e Leo Vincey, giovane inglese ancora agli studi. Le chiacchiere del gruppo vengono interrotte da Ustane, giovane e avvenente ragazza indigena, che attira l'attenzione di Leo, allontanandolo da Holly e Job. Mentre quest'ultimi fanno scoppiare una rissa nella taverna, Leo e Ustane si ritirano intimamente, ma Leo viene tramortito e sequestrato. Al suo risveglio il ragazzo si ritrova in una grande villa, dove incontra Ayesha, bellissima donna definita "Colei che attende", i due mostrano immediatamente di amarsi e lei gli dona un anello e una mappa che conduce alla perduta città di Kuma, dove lei lo attenderà. Quando Leo ritorna dai suoi compari, li convince immediatamente ad accompagnarlo in questo viaggio. Dopo qualche giorno di cammino nel deserto, i tre vengono assaliti dai predoni e Leo viene ferito gravemente, ma nonostante ciò, egli è deciso più che mai a continuare il viaggio.
Dopo un breve tragitto, il gruppo incontra Ustane, che racconta loro della sua vita nella città di Kuma: di come suo padre, un tempo comandante dell'esercito della regina Ayesha, venne punito in seguito ad una ribellione e ridotto al sorvegliante degli schiavi della regina, chiamati Amahagger. Una volta giunti al villaggio di questi ultimi, gli schiavi, pensando di avere il supporto degli dei, tentano di sacrificare Leo, ormai debole e in fin di vita, ma la cerimonia viene interrotta da un drappello di soldati di Ayesha, guidati da Billali, sacerdote di quest'ultima. Giunti alla città di Kuma, Leo si riprende completamente, e Ayesha tenta di convincerlo che in lui vi è la reincarnazione del sacerdote di Iside, da lei amato in antichità, ma anche ucciso a causa della sua profonda gelosia e della sua irrefrenabile ira. A causa di questo, inoltre Ayesha tenta di punire Ustane, avendola vista baciare Leo, immergendola in un cratere di lava bollente, ovvero la stessa punizione che spettava agli schiavi che osavano ribellarsi o quantomeno disobbedirle. A causa dell'insistenza di Holly, la cerimonia si interrompe, ma Ayesha decide di mandare via dalla città sia lui che Job.
Mentre Leo e i compagni si salutano, il comandante dell'esercito di Kuma accompagnato da una parte dei suoi soldati, si reca al villaggio di schiavi per riconsegnare Ustane (ormai in cenere) al padre, che vedendola, preso dalla rabbia, incita gli schiavi contro la regina. Infatti proprio mentre Leo e Job stanno per lasciare la città, gli schiavi sferrano l'attacco, intercettati dall'esercito di Kuma, e anche dagli stessi Job e Holly, che temono che gli schiavi uccidano Leo. Durante la battaglia Ayesha conduce Leo nell'antro della fiamma della vita eterna affinché loro due possano vivere insieme per l'eternità, ma mentre Leo tenta di entrarvi sopraggiunge Billali, che si considera anch'esso degno dell'immortalità.
Durante lo scontro tra Leo e Billali, Ayesha trafigge il sacerdote con una lancia, uccidendolo. E mentre quest'ultimi entrano insieme nella fiamma, sopraggiungono Holly e Job, ma Ayesha entrandovi perde la sua bellezza invecchiando e successivamente incenerendosi, mentre Leo decide di rimanere ad attendere un nuovo attimo della fiamma, per non essere condannato ad un infelice vita eterna.

## Produzione

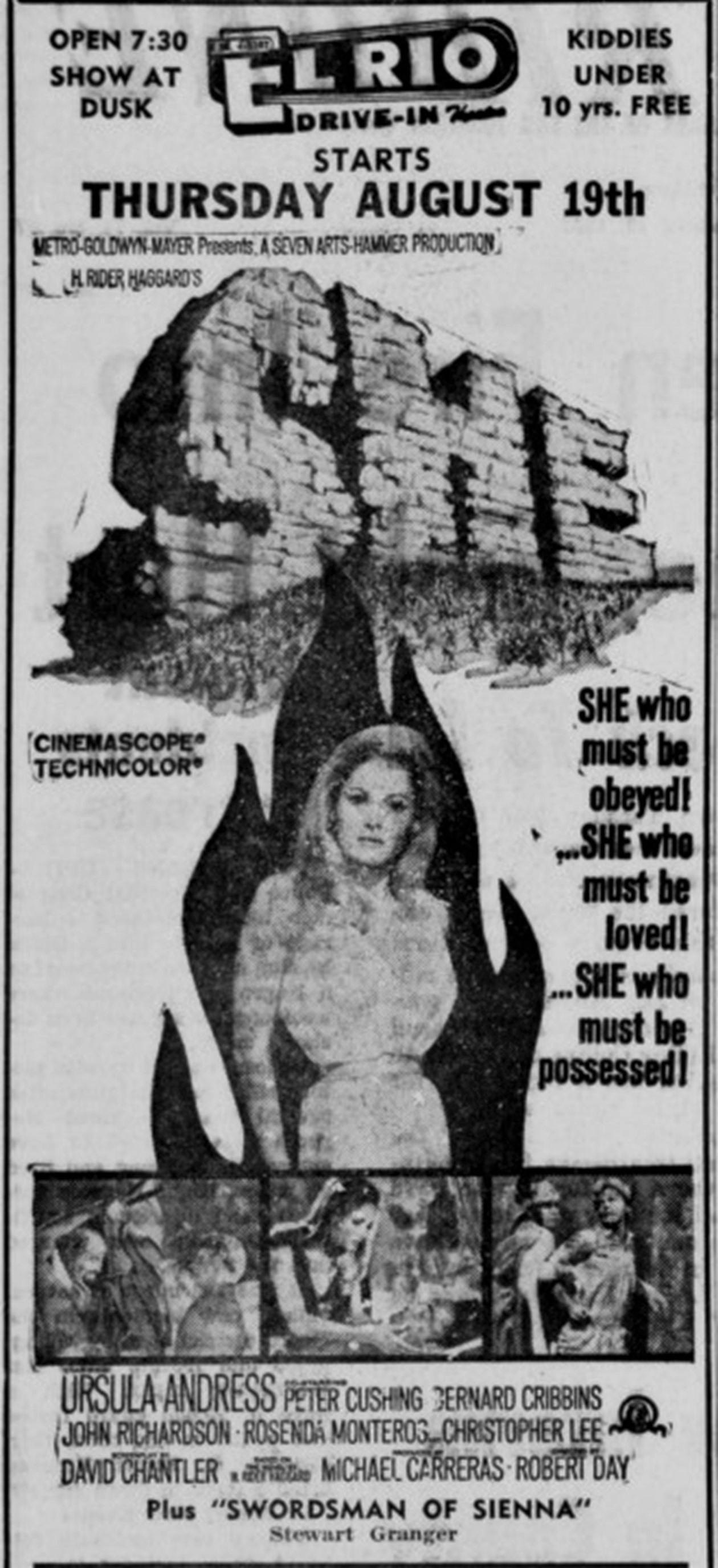
Pubblicità di un Drive-in del 1965

Fare una nuova trasposizione cinematografica del romanzo di H. Rider Haggard – dopo quelle del 1908, del 1911, del 1916,  del 1917, del 1925 e del 1935 – fu un'idea di Kenneth Hyman delle Seven Arts Productions, che aveva da lungo tempo una colleborazione con la Hammer Film Productions. Anthony Hinds commissionò un copione a John Temple-Smith, e il ruolo principale fu assegnato a Ursula Andress, nota all'epoca per il suo ruolo nel film dell'agente 007 film Licenza di uccidere. La dea della città perduta sarebbe così diventato il primo film della Hammer ad essere costruito attorno a una star di sesso femminile.
La Hammer offrì il progetto a Walt Disney, che declinò. Hinds allora incaricò Berkely Mather di scrivere una sceneggiatura, ma il progetto fu lasciato cadere dalla Universal, e ancora da Joseph E. Levine e dalla American International Pictures. Hinds lo passò a Michael Carreras, che fece riscrivere la sceneggiatura a David T. Chantler. Carreras ebbe successo nell'ottenere i finanziamenti per il film dalla MGM, col triplo del normale budget di un film Hammer.
Il film fu annunciato a maggio del 1964. Sebbene la Seven Arts avesse già contribuito a finanziare diversi film della Hammer, questo fu il primo ad essere coprodotto.
John Richardson entrò nel cast dopo che fu notato da Ray Stark della Seven Arts.
Le riprese principali cominciarono nel deserto del Negev in Israele il 24 agosto 1964, con scene girate agli studi MGM di Elstree vicino a Londra, dal momento che gli Bray Studios della Hammer si erano rivelati troppo angusti per il progetto. Si trattò del più costoso film della Hammer fino a quel momento, ma dopo la sua uscita fu un successo sia in America del nord che in Europa.
Sebbene lo studio apprezzasse il look di Ursula Andress nel film – con il trucco di Harry Waxman e i costumi di Carl Toms e Roy Ashton – il suo accento svizzero tedesco fu considerato sgradevole, e la sua parte fu doppiata all'attrice Nikki van der Zyl, che l'aveva già doppiata in Agente 007 - Licenza di uccidere

## Accoglienza

### Pubblico
Il film incassò 1 700 000 dollari negli Stati Uniti e in Canada a fronte di un budget di 323 778 sterline. Furono staccati inoltre 284 961 biglietti in Francia e 1 346 650 in Spagna.

### Critica
Il critico del New York Times Bosley Crowther scrisse del film: "Manca di stile, raffinatezza, umorismo, sensualità, e soprattutto di una ragione per la sua esistenza, poiché, tranne per il fatto che è a colori, non è nemmeno al livello dell'ultimo remake di She con Helen Gahagan del 1935". Tra le riviste britanniche, Radio Times diede al film tre stelle su cinque, osservando che Ursula Andress "assolve il suo compito meglio di quanto ci si possa aspettare", e concludendo che "I fondali africani si accoppiano neme col marchio di bellezza esotica della Andress, svizzera di nascita, e, sebbene le cose da citicare abbondino, c'è anche molto di cui si può godere."